# Hadji Ali
Hadji Ali (ur. ok. 1888–1892, zm. 5 listopada 1937) – wodewilowy artysta performer, przypuszczalnie egipskiego pochodzenia, który stał się sławny dzięki swoim umiejętnościom kontrolowanej regurgitacji. Do jego najbardziej znanych wyczynów należało długotrwałe wystrzeliwanie z ust wody, połykanie dymu oraz połykanie w całości orzechów i chusteczek, a następnie dokonywanie ich regurgitacji w kolejności wybranej przez publiczność. Najsłynniejszą sztuczką Alego, będącą kluczową częścią jego występów, było połykanie ogromnych ilości wody oraz nafty, a następnie udawanie na zmianę miotacza ognia i gaśnicy poprzez oddzielne wytryskiwanie obu płynów na przygotowany rekwizyt. Podczas wykonywania tych sztuczek na scenę zapraszana była grupa widzów, która mogła przyjrzeć się wyczynowi z bliska, aby sprawdzić, czy artysta przypadkiem nie oszukuje.
Mimo że nigdy nie zdobył światowej sławy, Ali zyskał wiernych fanów w wodewilowych kręgach w Stanach Zjednoczonych. Występował przed głowami państw, między innymi carem Rosji Mikołajem II Romanowem. Judy Garland nazwała go swoim ulubionym artystą wodewilowym, a David Blaine swoim ulubionym magikiem. Fragmenty jego występów zostały uchwycone w filmie krótkometrażowym Strange as it Seems (1930) i Politiquerias (1931), hiszpańskojęzycznej wersji filmu Flipa i Flapa Chickens Come Home. Dwa filmy dokumentalne zawierają materiał filmowy z Politequerias: Gizmo! z 1977 roku oraz Vaudeville z 1999 roku. Niezwykłe zdolności gastryczne Alego doprowadziły do powstania plotek twierdzących, że Instytut Rockefellera zaoferował dużą sumę pieniędzy w zamian za otrzymanie pośmiertnie jego żołądka. Po śmierci Alego w Wielkiej Brytanii jego ciało zostało zaoferowane Johns Hopkins University, jednak oferta ta została odrzucona.

## Historia
Hadji Ali urodził się w rodzinie klasy robotniczej około 1888 lub 1892 roku, prawdopodobnie w Egipcie. Stał się sławny dzięki wodewilowym „aktom regurgitacji”, podczas których połykał, a następnie dokonywał regurgitacji przeróżnych obiektów, materiałów i substancji. Ali zorientował się jako dziecko, iż posiada niecodzienne zdolności gastryczne. W odpowiedzi na pytania publiczności podczas spektaklu w St. Mary’s Hospital w Niagara Falls w Nowym Jorku w maju 1926 roku wyjaśnił, że podczas pływania w Nilu, gdy miał dziesięć lat, odkrył, że potrafi połykać znaczne ilości wody i wytryskiwać je niczym wieloryb. Wraz z wiekiem rozwijał i trenował swoje nadzwyczajne zdolności. Bardziej dramatyczny opis tej sytuacji przedstawiła córka Alego, Almina Ali, w wywiadzie przeprowadzonym w Anglii po jego śmierci. Stwierdziła, iż jej ojciec dowiedział się o swoich zdolnościach po pewnym incydencie: podczas kąpieli w Nilu przypadkowo połknął rybę oraz ogromną ilość wody. Zamiast umrzeć, jak przypuszczali ludzie obecni przy incydencie, Ali cofnął z żołądka płyn i rybę bez żadnego uszczerbku na zdrowiu.
Ali odkrył, że jego zdolność do kontrolowanego cofania zawartości żołądka może zabawiać widzów i pozwolić na zarabianie pieniędzy po występie, który wykonał, gdy miał piętnaście lat:
Ćwiczyłem swoje sztuczki początkowo na ulicy, połykając wiele szklanek wody i następnie wytryskując wodę jak wielka fontanna z jednej strony ulicy na drugą (…). Pewien właściciel kawiarni zobaczył to i zaczął ścigać mnie po ulicy. Myślałem, że chce mnie pobić, ale nie – okazało się, że chciał jedynie wręczyć mi monetę i zapytać, czy mogę wykonać tę sztuczkę jeszcze raz. Ostatecznie był tak zachwycony, że zapytał mnie, czy mogę przychodzić do jego kawiarni, by zabawiać jego gości.
Wyruszając w świat ze swoimi zdolnościami, Ali spotkał w Kairze Włocha, który załatwił mu kontrakt na przedstawienia w hali muzycznej. Ali następnie występował w różnych miejscach w Europie i parę razy prezentował swoje umiejętności przed głowami państw. Według Alego około 1914 roku został wezwany przez cara Mikołaja II, aby wystąpić w Pałacu Zimowym w Petersburgu w Rosji. Stwierdził, iż carowi „musiał się spodobać mój występ, gdyż nagrodził mnie specjalnym odznaczeniem, które do dzisiaj należy do moich najcenniejszych przedmiotów”. Po I wojnie światowej Ali zaczął sam zajmować się organizacją swoich występów i podróżować po świecie, ucząc się nowych sztuczek.

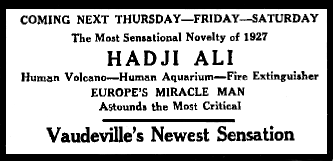
Reklama, która pojawiła się 11 sierpnia 1927 roku w The North Adams Evening Transcript, zapraszająca na występ Hadjiego w Empire Theater w Nowym Jorku. Reklama zawiera określenia Human Volcano (Człowiek Wulkan), Human Aquarium (Człowiek Akwarium), Fire Extinguisher (Gaśnica) i Europe’s Miracle Man (Człowiek Cud Europy).

W połowie lat 20. Ali z Alminą przybyli do Stanów Zjednoczonych. Występowali razem na festiwalach, karnawałach i wodewilach, czasami będąc reklamowani jako grupa „Hadji Ali & Co.”. Almina grała rolę asystentki w spektaklu swojego ojca i była nazywana „The Princess” (Księżniczka). Sam Ali posiadał rozmaite pseudonimy, w tym: „The Great Egyptian Miracle Man” (Wielki Egipski Cudotwórca), „The Amazing Regurgitator” (Niesłychany Regurgitator), „The Egyptian Enigma” (Egipska Enigma), „The Human Aquarium” (Człowiek Akwarium), „The Human Volcano” (Człowiek Wulkan), „The 9th Wonder of the Scientific World” (Dziewiąty Cud Naukowego Świata). Ali był opisywano jako „ogromny, brodaty mężczyzna z klatką piersiową niczym beczka (…) z robiącą wrażenie figurą w arabskim stroju”.
Mimo iż Ali posługiwał się wieloma językami i stał się naturalizowanym obywatelem Stanów Zjednoczonych, pojawiały się informacje, iż Almina pełniła rolę jego tłumaczki w Stanach Zjednoczonych, gdyż nie mówił po angielsku i był analfabetą. Gdy stał się bardziej znany, Ali zatrudnił na stanowisko swojego menedżera Huberta Juliana – byłego pułkownika abisyńskiego lotnictwa wojskowego. Mimo że zdobył wielu fanów (m.in. był uznawany przez Judy Garland za jej ulubionego artystę wodewilowego), Ali według Bruce’a Feltona „pozostał raczej poboczną ciekawostką niż prawdziwą wodewilową gwiazdą”. Pomimo tego, gdy Ali umarł w 1937 roku, Julian stwierdził, iż Ali „zarabiał duże pieniądze w Ameryce – czasami nawet 1000 dolarów tygodniowo. Promowałem go tutaj [w Europie] i zorganizowałem mu trasę po kontynencie”.

## Spektakl

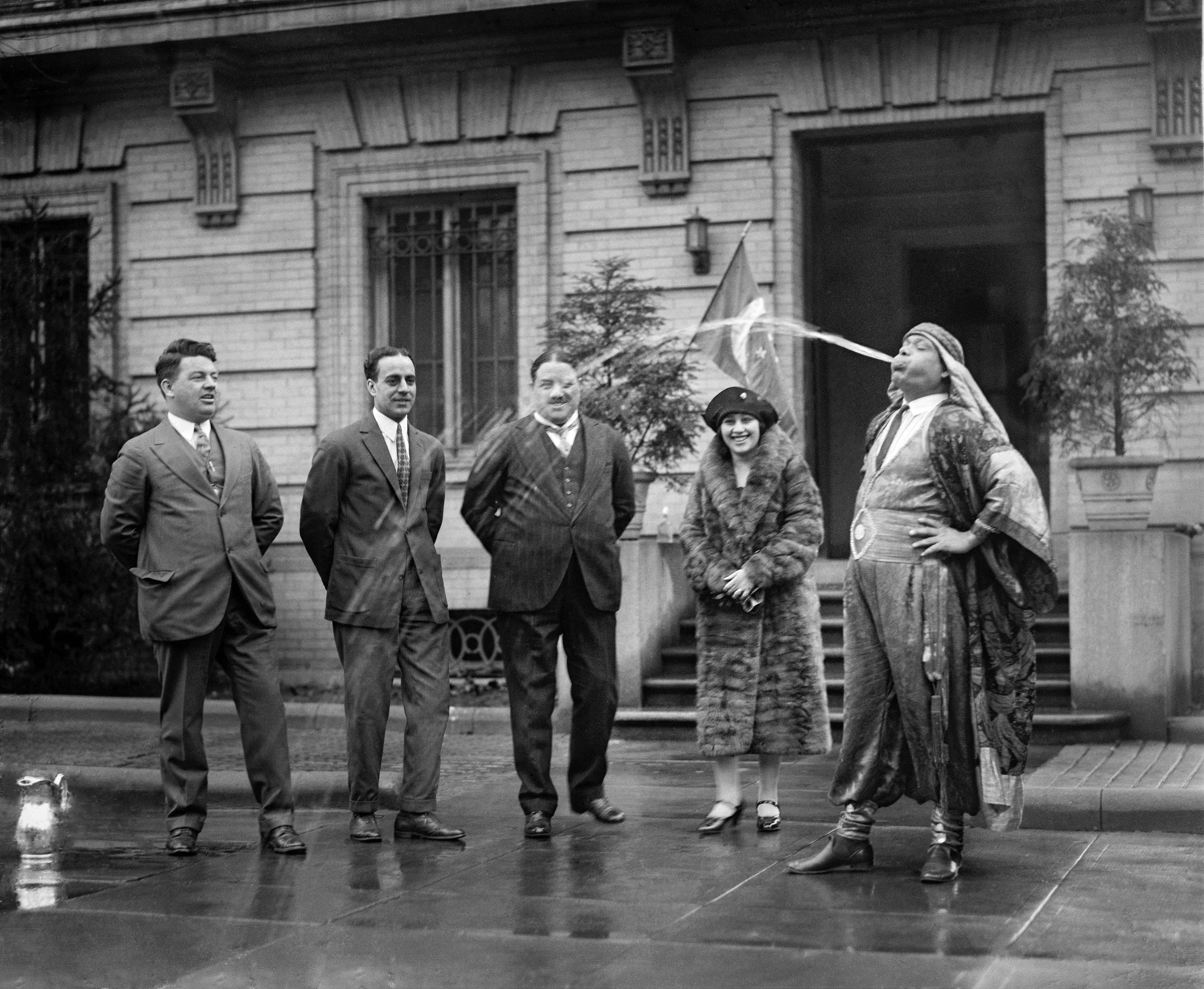
Hadji Ali demonstrujący swoje umiejętności – kontrolowaną regurgitację, w tym przypadku długotrwałe wytryskiwanie wody

Kluczowym elementem przedstawienia Alego było „wytryskiwanie wody”. Po wypiciu ogromnych ilości wody (za jednym razem pomiędzy 60 a 100 szklanek), wytryskiwał ją następnie nawet przez jedną minutę.
Inną często wykonywaną przez niego sztuczką było połykanie 30–50 obranych orzechów laskowych (jeden z jego plakatów mówił o 40 orzechach pekanu) oraz jedną pestkę migdała. Następnie Ali wypluwał wszystkie orzechy, wypluwając migdał na zawołanie publiczności. Podczas wykonywania innej sztuczki Ali połykał od 3 do 6 chusteczek o różnych barwach, a następnie wydobywał je w kolejności określonej przez publiczność.
W pewnym artykule z 1929 roku w gazecie „Lowell Sun” lekarz Morris Fishbein spekulował, że podczas wykonywania swojej sztuczki z orzechami Ali chował jeden orzech w jamie ustnej zamiast połykać go. Miało mu to pozwolić na jego wyplucie na zawołanie. Dr Fishbein również stwierdził, że anonimowi świadkowie byli przekonani, iż Ali, w celu wykonania swojej sztuczki z chustkami i wydobycia ich w kolejności zadecydowanej przez publiczność, nadawał chustkom smak, co miało ułatwić mu wydobycie chustek w odpowiedniej kolejności. Ali połykał również: żywe złote rybki, zegarki, monety, biżuterię, banknoty, pestki, kamienie, żywe myszy, guziki, kule bilardowe i inne dziwne obiekty. Podczas innej często wykonywanej sztuczki artysta wsadzał osiem lub więcej zapalonych papierosów do ust, a następnie zamiast wdychać połykał dym, po czym po odczekaniu pewnego czasu wydobywał z siebie dym niczym wybuchający wulkan.

Ali był człowiekiem, który mógł połknąć wszystko – papierosy, żywe złote rybki, chustki, benzynę…

Finałową sztuczką Alego było zazwyczaj połykanie dużych ilości wody oraz pinty nafty. Wyciągano wtedy rekwizyt, najczęściej model zamku lub domu wykonany z metalu i stawiano go na stole; w środku rekwizytu palił się mały płomień. Będąc lżejszą niż woda i niemieszalna z nią, nafta układała się nad wodą w żołądku Alego, pozwalając mu na wydobycie jej w pierwszej kolejności. Gdy wszystko było przygotowane, artysta, do dźwięku werbli lub imitacji syreny strażackiej, stawał się „miotaczem ognia”, wytryskując łatwopalną ciecz na metalowy rekwizyt otaczając go płomieniami. Gdy cała nafta została wydobyta z jego żołądka, z odległości do sześciu stóp wytryskiwał z ust wodę, gasząc miniaturowy pożar.

Zawsze można posłuchać orkiestry symfonicznej w filharmonii. Zawsze można zobaczyć Waltera Hapdena czy Ethela Barryemore’a recytujących ich świetne wykonania Szekspira, lub, jeśli ktoś woli boks, może odwiedzić Madison Square Garden… Ale z całym szacunkiem dla pracy Johna McCormicka, Harolda Lloyda czy Jacka Dempseya – żaden z nich nie potrafi połknąć trzech galonów wody lub 50 orzechów laskowych i jednego migdała, po czym zwrócić ten migdał przy dowolnej liczbie pomiędzy jeden a pięćdziesiąt. Żaden z nich nie może połknąć trzech różnych chustek, a następnie zwrócić wybraną chusteczkę. Wątpliwa jest też ich zdolność do picia nafty. Pan Hadji Ali potrafi wykonać wszystkie te rzeczy.

Podczas niektórych występów przedstawiciele publiczności zapraszani byli na scenę, by potwierdzić, że nie dochodzi do oszustwa. Mogli się oni przekonać, że artysta naprawdę połyka przedmioty i zwraca je poprzez dokonywanie regurgitacji. Od czasu do czasu Ali wędrował wśród publiczności podczas wykonywania swojej sztuczki z połykaniem orzechów, zachęcając ludzi do klepania odsłoniętego brzucha, by usłyszeć stukot znajdujących się wewnątrz orzechów. Jedna z gazet oświadczyła, iż wyczyny Alego, będące tak naprawdę „kontrolowanym wymiotowywaniem”, były wykonywane „w sposób pozbawiony jakiegokolwiek uczucia nieprzyjemności lub czegoś odrzucającego czy ohydnego”. Nie wszyscy jednak podzielali tę opinię: przynajmniej jeden z występów Alego został wstrzymany przez organizatorów, gdy zorientowano się, iż sposób, w jaki Ali wykonywał swoje sztuczki „szkodził ich kolacyjnym przedstawieniom”. Sławny specjalista od ucieczek Harry Houdini wspomniał w swojej książce z 1920 roku pt. Miracle Mongers and Their Methods, że wytryskiwanie wody Alego było „przedstawieniem, które zawsze obrzydzało współczesną publiczność”.
Zdolności Alego fascynowały świat medycyny. Według artykułu z 1928 roku w „The Sheboygan Press” podczas jednego ze spektakli Alego grupa lekarzy badała go w trakcie wykonywania sztuczek. Lekarze byli zadowoleni i przyznali, że on naprawdę połyka, a następnie dokonuje regurgitacji materiałów i przedmiotów, jednak pozostali „zakłopotani jego niecodziennymi zdolnościami”. Według artykułu, który pojawił się w „Naugatuck Daily New”, „lekarze z trzech różnych kontynentów głowili się nad gastrycznymi mechanizmami tego człowieka strusia bez skutku. Badania rentgenowskie były wykonywane podczas jego spektaklu, nie przynosząc żadnych satysfakcjonujących wytłumaczeń; świat chirurgii pozostał kompletnie zadziwiony tym człowiekiem strusiem”.

## Hadji Ali w filmach
Żadny słowny opis nie może objąć bogatość absurdu tegoż przedstawienia, nie mówiąc o wirtuozerskiej kontroli przełyku w wykonaniu Alego.

Występy Alego zostały zarejestrowane w dwóch filmach: w krótkometrażowym filmie pt. Strange as It Seems z 1930 roku oraz Politiquerias z 1931 roku, będącym hiszpańskojęzyczną wersją filmu z Flipem i Flapem Chickens Come Home. Ali również otrzymał rolę epizodyczną tureckiego gospodarza w filmie Warnes Bros. pt. Scarlet Dawn z 1932 roku, w którym główne role zagrali Douglas Fairbanks Jr. oraz Nancy Carroll. Dwa filmy dokumentalne zawierają materiał filmowy z Alim wzięty z Politiquerias: Gizmo! z 1977 roku oraz Vaudeville z 1999 roku, film dokumentalny wyprodukowany przez KCTS-TV, który przedstawia 90 występów wodewilowych przez dwie godziny. Film ten pojawił się wielokrotnie w amerykańskiej sieci Public Broadcasting Service w ramach serii American Masters.
Wypowiadając się na temat demokratycznej natury performerskiego kręgu wodewilów, scenarzysta i producent Vaudeville stwierdził, nawiązując do Alego, że jego film „obejmował wszystko, od Caruso po człowieka, który wymiotował”. W bardziej entuzjastycznym tonie o artyście wypowiadał się iluzjonista David Blaine. W jednym z odcinków programu Iconoclasts David pokazuje Chuckowi Close’owi materiał filmowy z Politiquerias, w którym widać Alego przeprowadzającego swoją sztuczkę z wodą i benzyną. David skomentował, iż Ali jest jego „ulubionym magikiem (…) to wszystko dzieje się naprawdę, ale nikt nie zdołał tego dokonać po nim (…) to mój ulubiony [magik] wszech czasów”.

## Śmierć
Ali zmarł 5 listopada 1937 w Wolverhampton w Wielkiej Brytanii z powodu niewydolności serca podczas silnego zapalenia oskrzeli. Jeszcze przed jego śmiercią powstała plotka o tym, iż Instytut Rockefellera chce otrzymać żołądek Alego po jego śmierci i jest gotów zapłacić za to 50 000 $. Stwierdzenie to pojawiło się na plakacie jeszcze za jego życia reklamującym występ Alego w teatrze. Po ogłoszeniu jego śmierci, plotka ta pojawiła się ponownie, tym razem twierdzono, że instytut oferuje 10 000 $. Gdy menadżer Instytutu Rockefellera został zapytany o to w wywiadzie, stwierdził, że nigdy nie oferowano pieniędzy za żołądek Alego, podkreślając jednak, że „bardzo chcemy zobaczyć jego ciało”. Almina i Julian przetransportowali ciało Alego z powrotem do Stanów Zjednoczonych na pokładzie Queen Mary. Według artykułu w New York Post (z 29 listopada 1937 roku) Alimina zaoferowała po powrocie ciało swojego ojca instytucji Johns Hopkins University w Maryland w celu przeprowadzenia badań przez chirurgów, po czym miało być przetransportowane do Egiptu, by spocząć w mauzoleum. Według „The Afro-American” z 11 grudnia tego samego roku, zarząd Johns Hopkins University odmówił przyjęcia ciała.